# Яришівська світа
Яришівська світа — геологічна пам'ятка природи місцевого значення.
Розташована неподалік с. Лядова Могилів-Подільського району Вінницької області. 
Оголошено відповідно до Рішення Вінницького облвиконкому від 17.11.1981 р. № 599 та від 29.08.1984 р. № 371.
Площа - 0,5 га, перебуває у віданні Яришівської сільської ради. 
Охороняється товща строкатих глинисто-алевритових сланців з прошаруваннями пісковиків та шоколадно-коричневих глин потужністю понад 40-45 м.

## Галерея

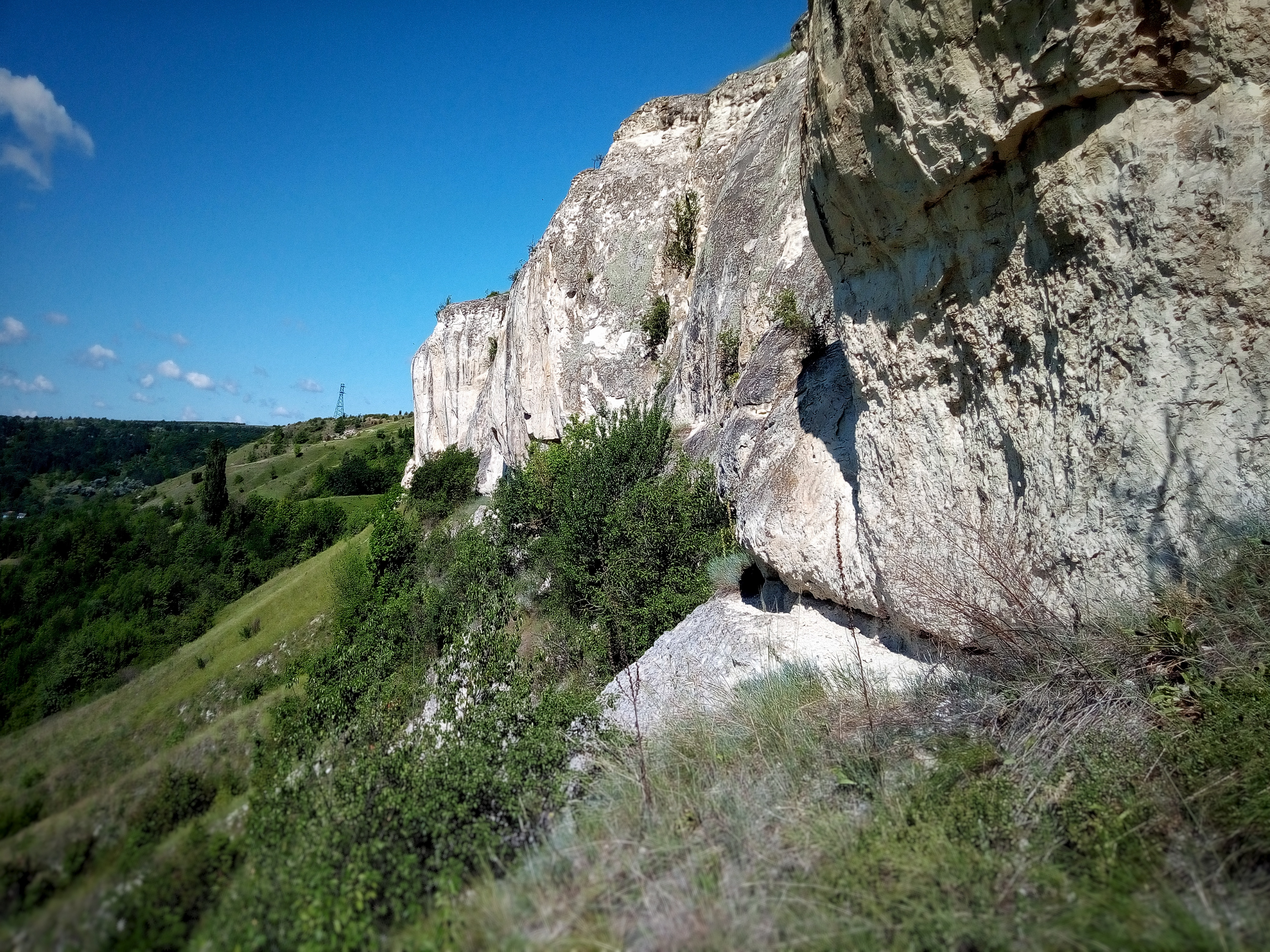
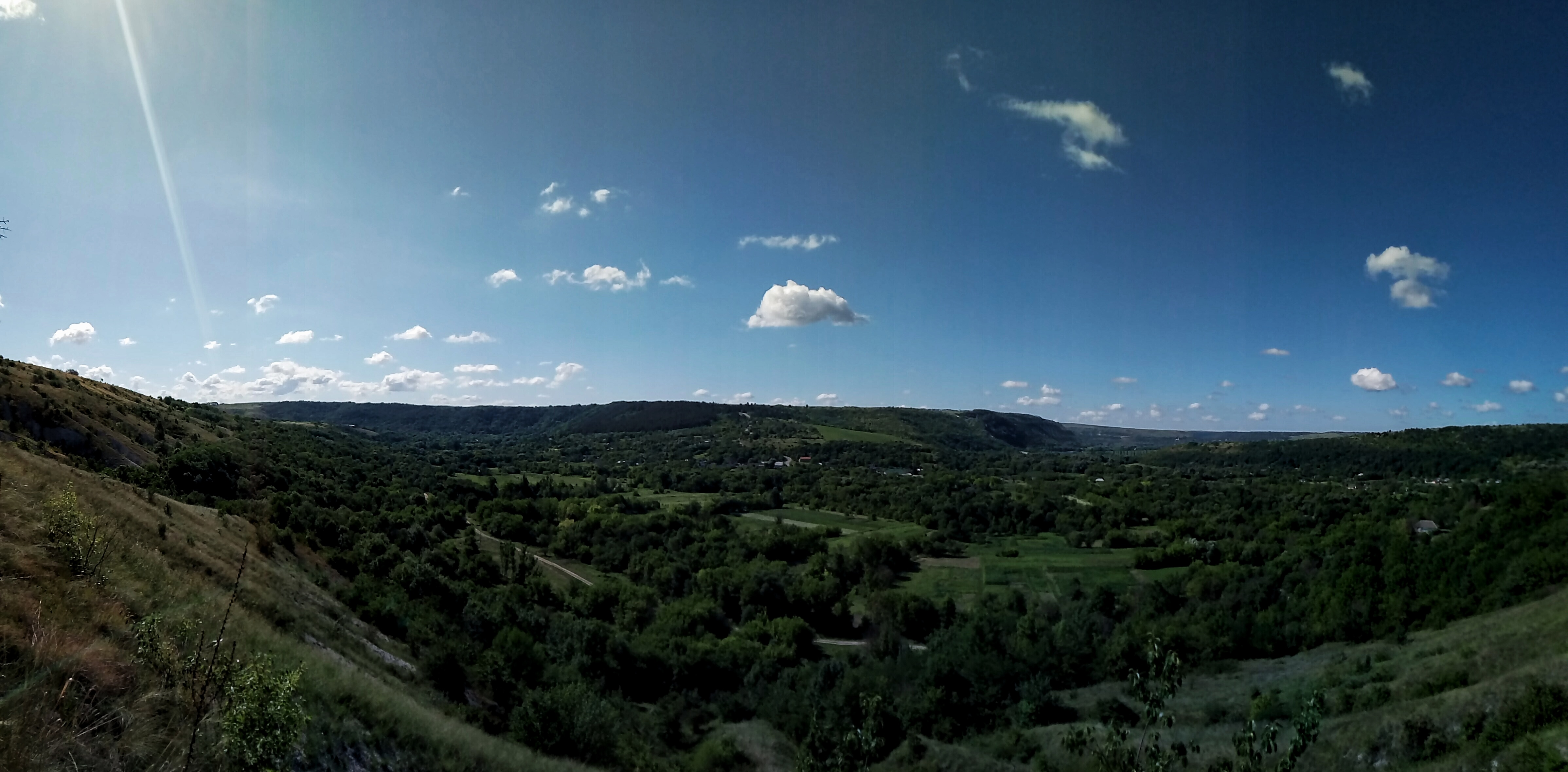
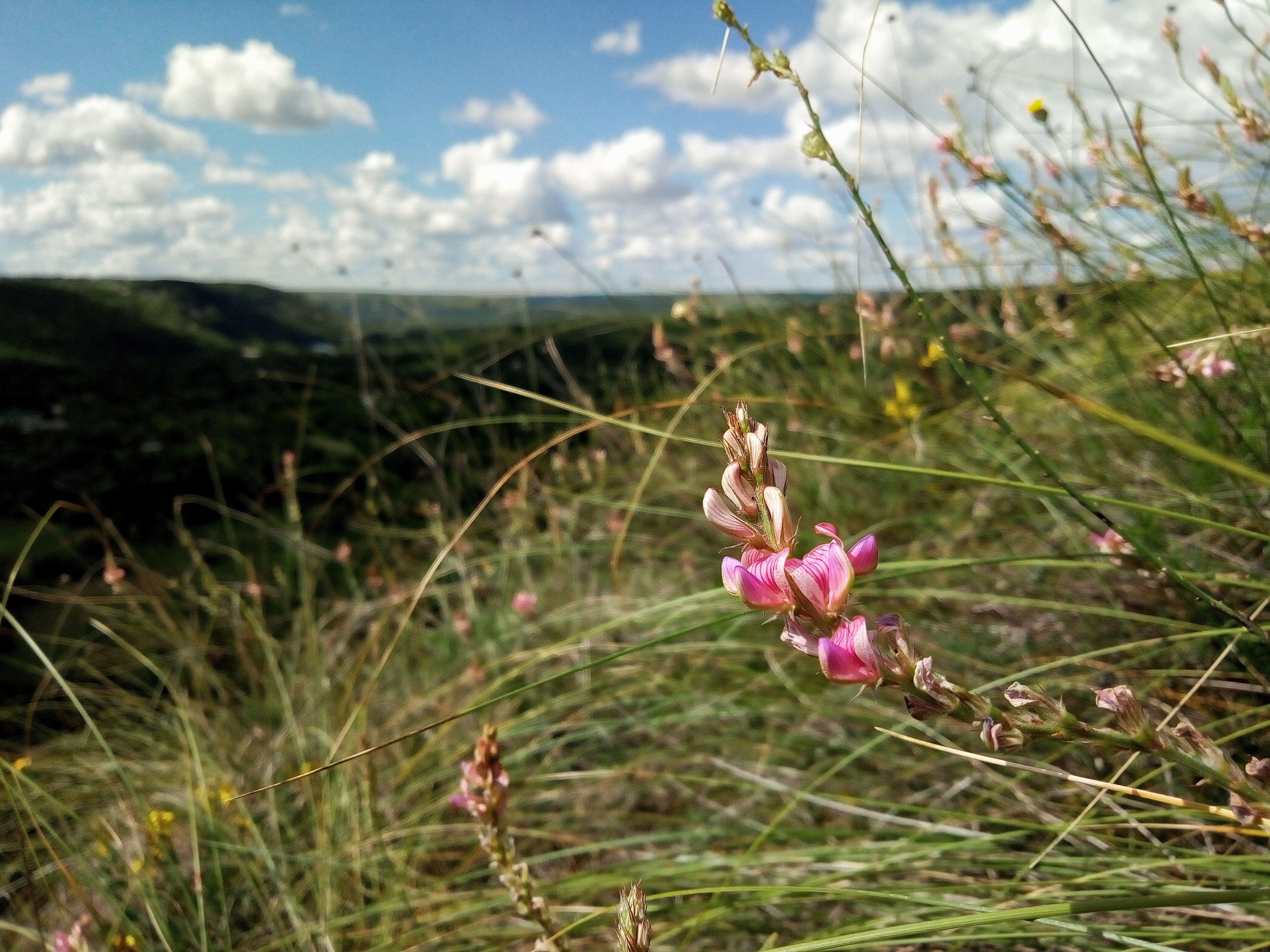
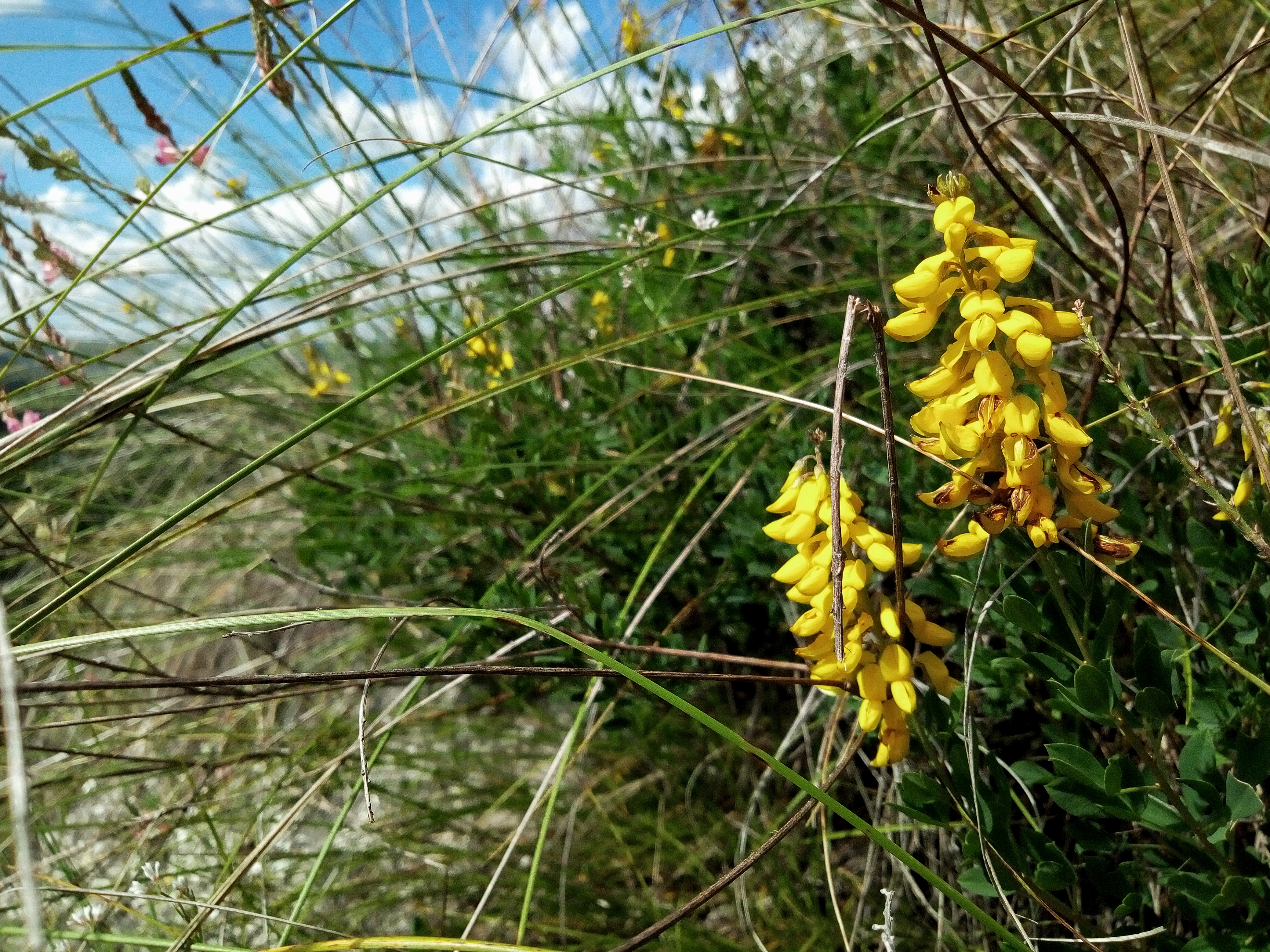
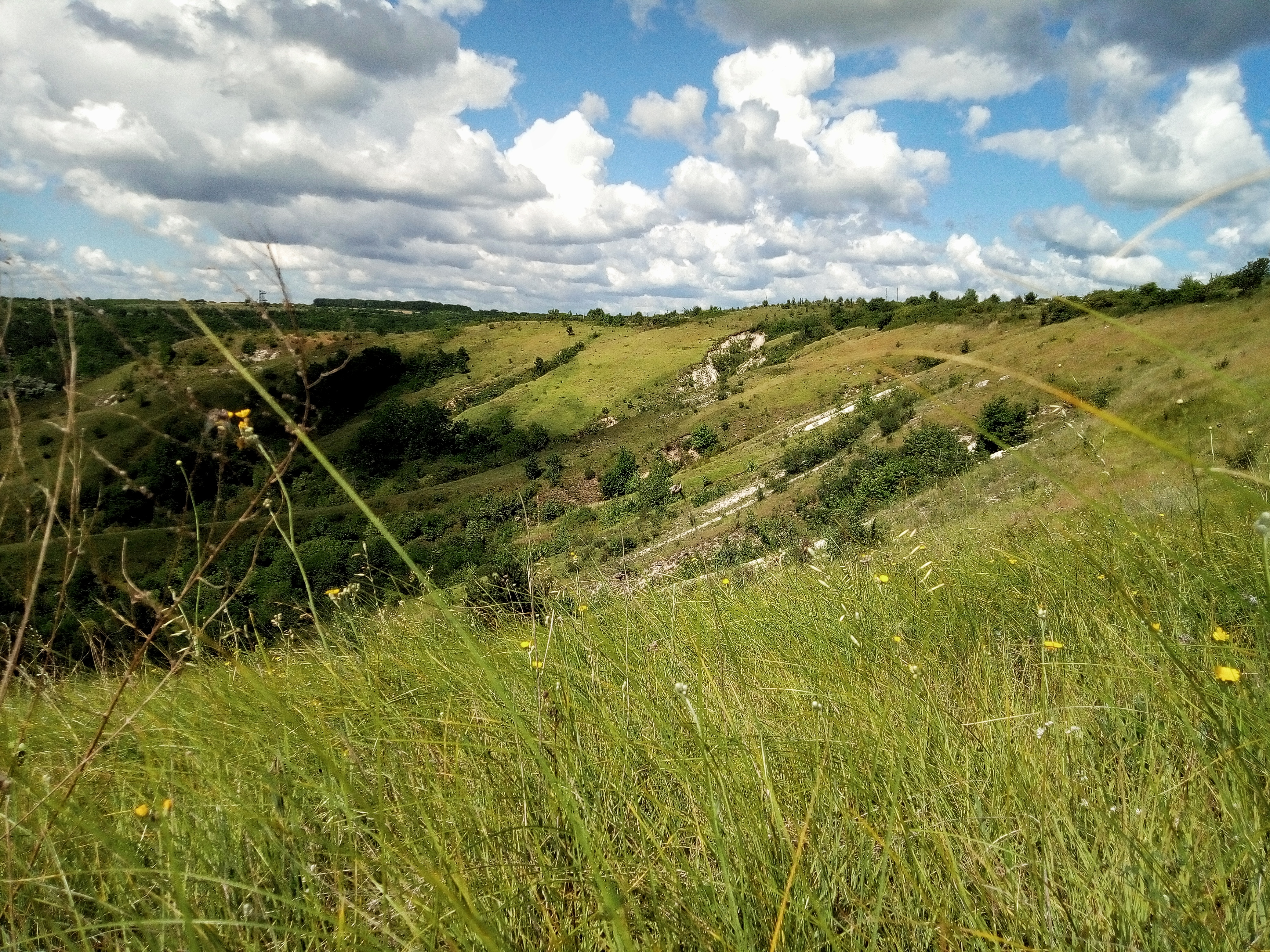
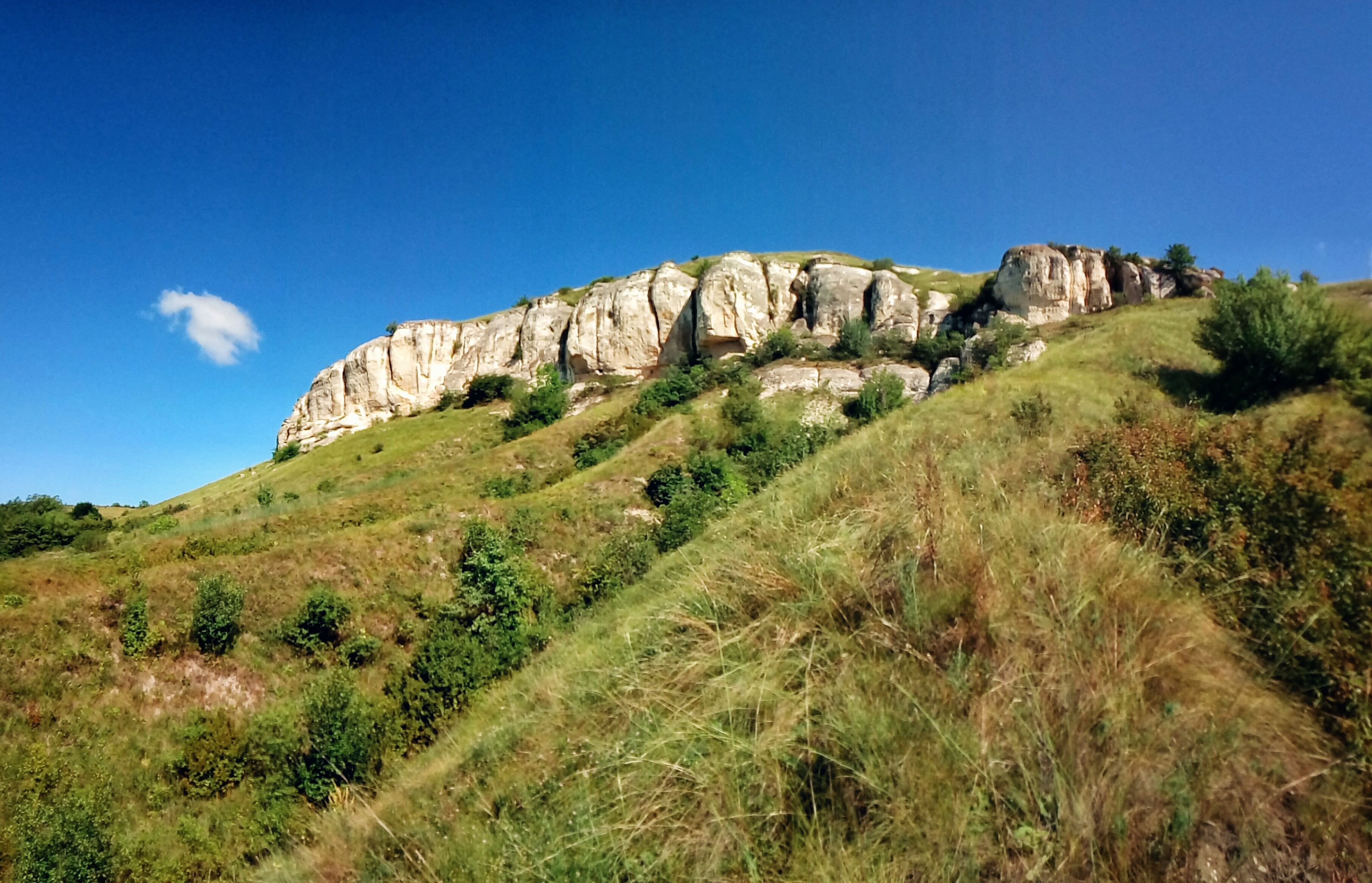
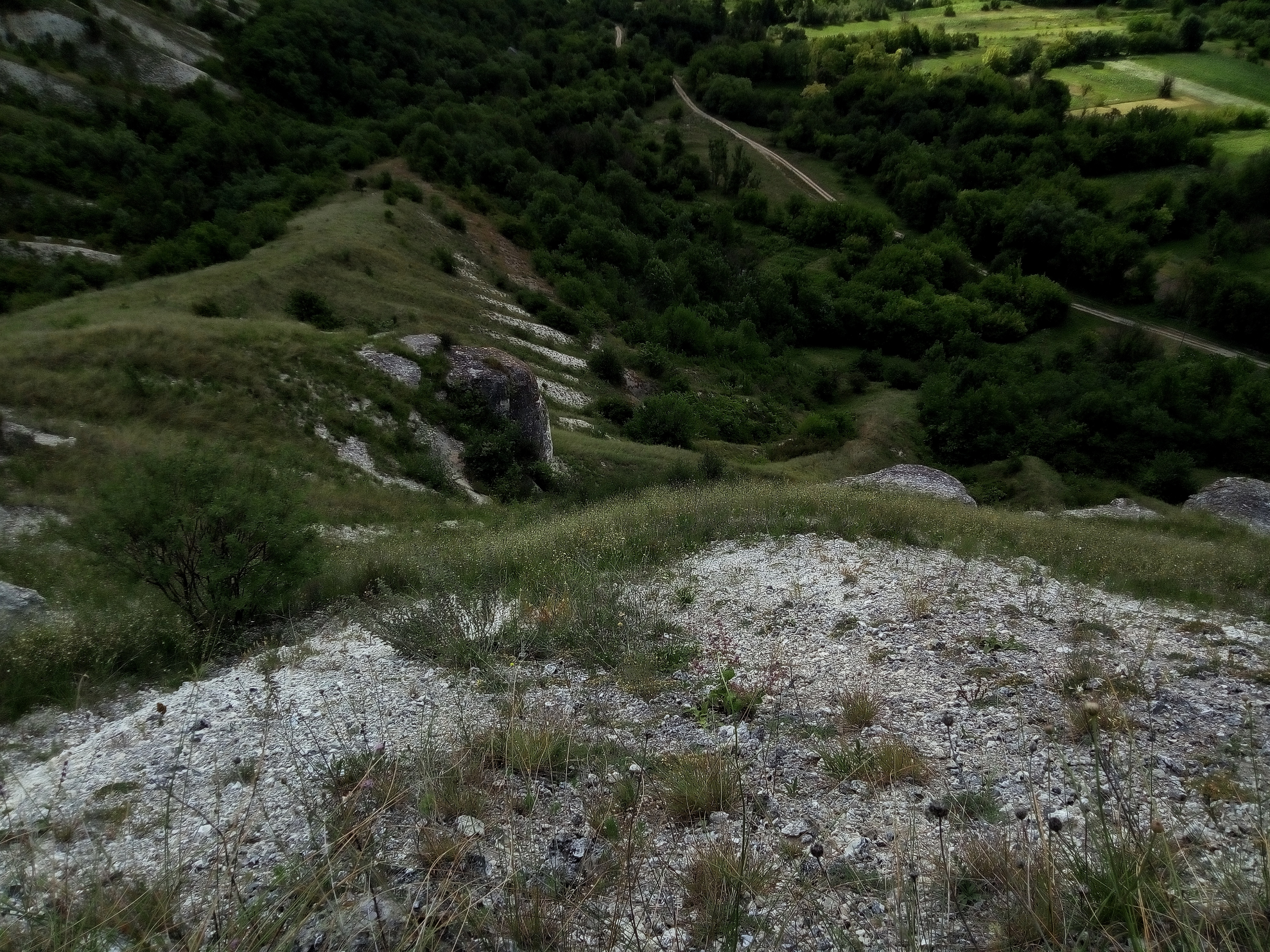
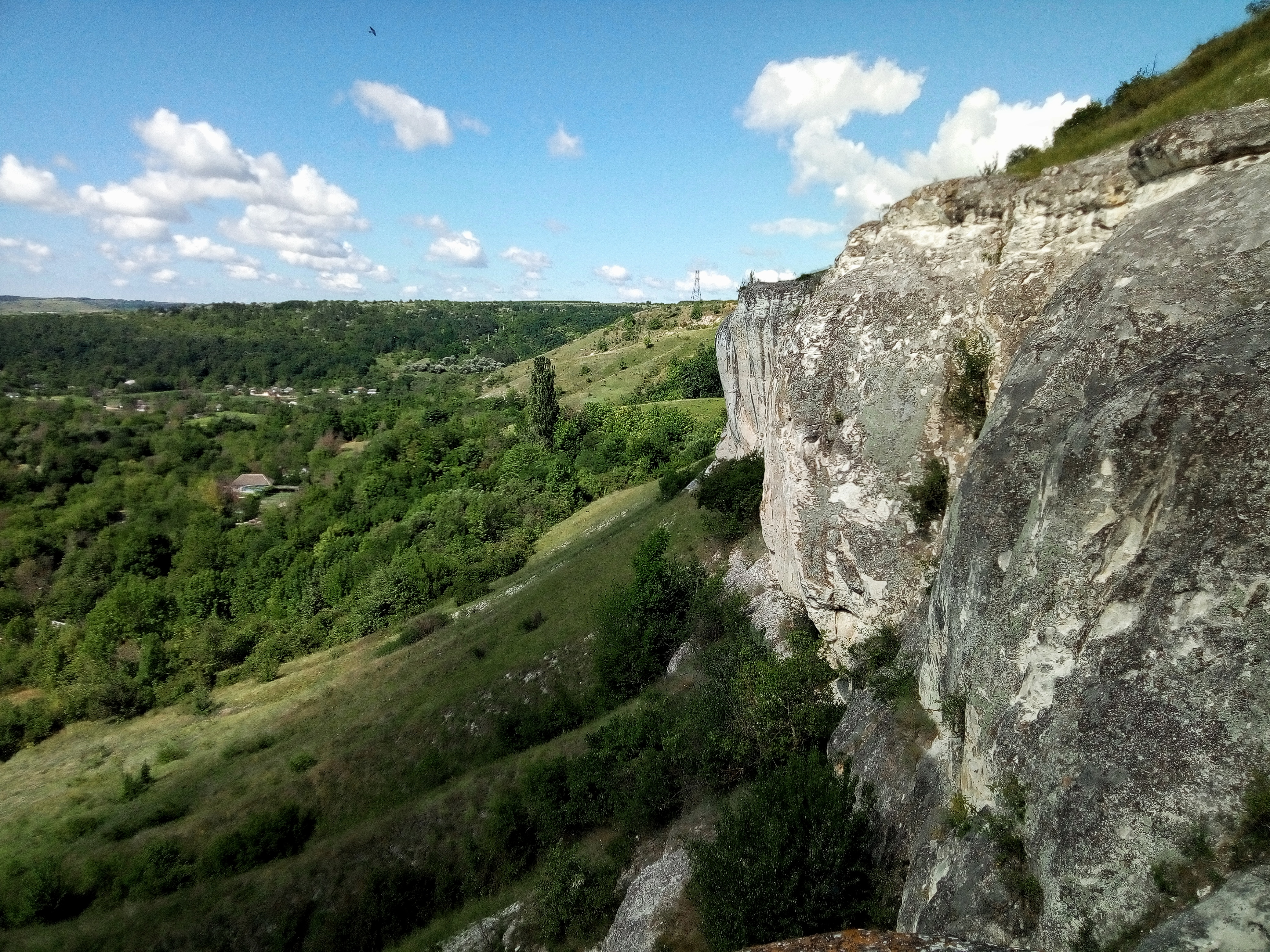
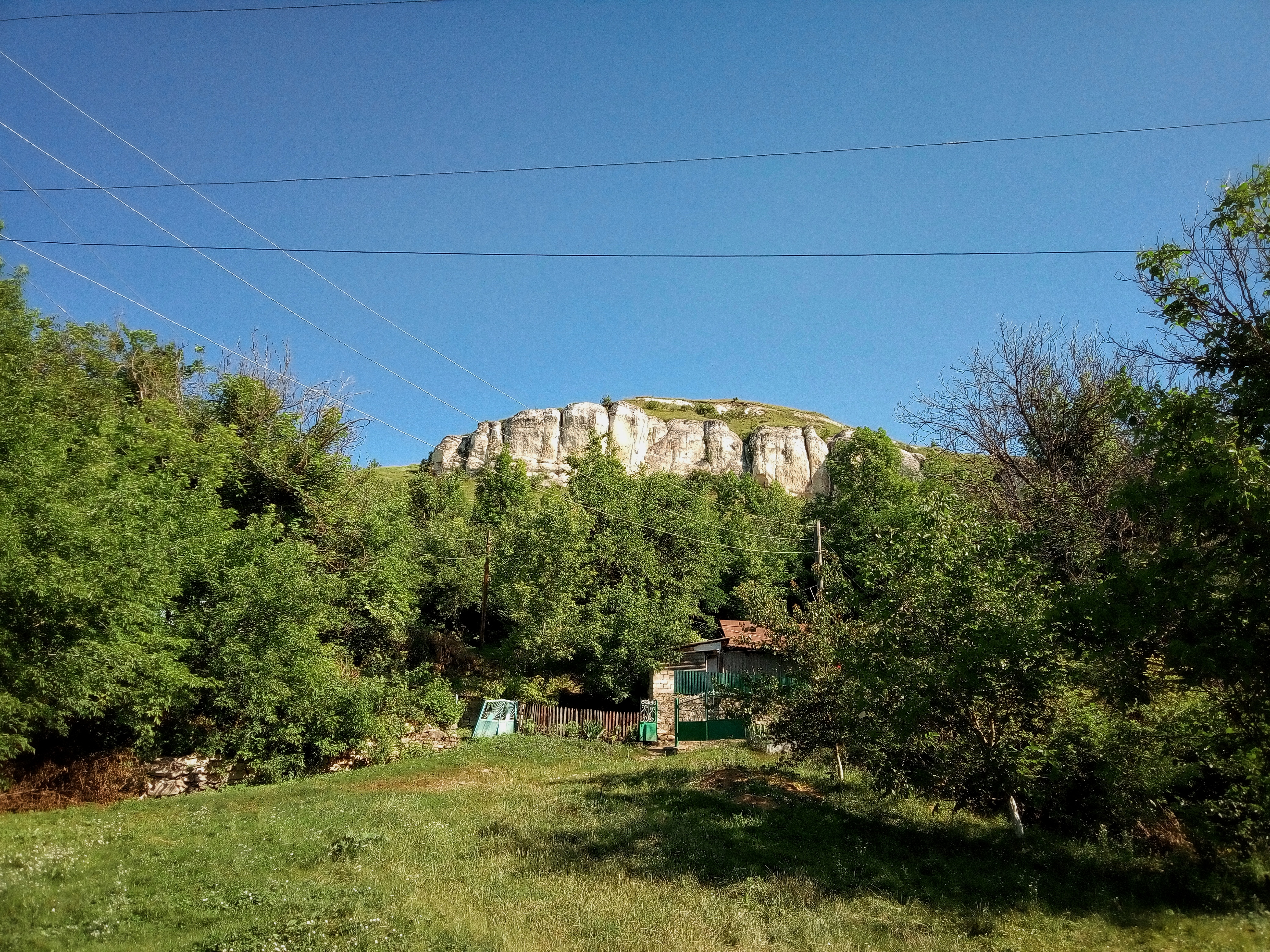